# اکینوپسیس کیلونسیس
اکینوپسیس کیلونسیس(نام علمی: Echinopsis chiloensis) نام یک گونه از سرده اکینوپسیس است.